# テレサ・ランドル
テレサ・ランドル（Theresa Randle, 1964年12月27日 - ）は、アメリカ合衆国の女優。

## 出演作品

### 映画
- キング・オブ・ニューヨーク
- マルコムX
- CB4
- シュガー・ヒル
- ビバリーヒルズ・コップ3
- バッドボーイズ
- ガール6
- SPACE JAM/スペース・ジャム
- スポーン
- バッドボーイズ2バッド
- デッドライン 報復の導火線
- デッドライン2 爆炎の彼方
- バッドボーイズ フォー・ライフ

### テレビ
- となりのサインフェルド 第2シーズン
- LAW & ORDER クリミナル・インテント 第6シーズン